# Nadejda Popova
Nadéjda Vasílievna Popóva (em russo:  Наде́жда Васи́льевна Попо́ва; em ucraniano:  Надія Василівна Попова, transl. Nadia Vasylivna Popova; 17 de dezembro de 1921 – 8 de julho de 2013) foi uma das primeiras mulheres pilotos militares na União Soviética, e foi condecorada com vários prémios, incluindo com o título de "Heroína da União Soviética", com a Medalha Estrela de Ouro, com a Ordem de Lenin e com três Ordens da Estrela Vermelha na Segunda Guerra Mundial.